# Hibiscus poeppigii
Hibiscus poeppigii là một loài thực vật có hoa trong họ Cẩm quỳ. Loài này được (Spreng.) Garcke mô tả khoa học đầu tiên năm 1850.